# فصلنامه موسیقی
فصلنامه موسیقی (انگلیسی: The Musical Quarterly) قدیمی‌ترین ژورنال دانشگاهی موسیقی در ایالات متحده آمریکا است. این فصلنامه در سال ۱۹۱۵ بنیان‌گذاری شد و امروزه توسط انتشارات دانشگاه آکسفورد چاپ و منتشر می‌گردد. سردبیر این مجله لئون بوتشتاین، رئیس کالج بارد و رهبر اصلی ارکستر سمفونیک آمریکا است.